# Гесаты

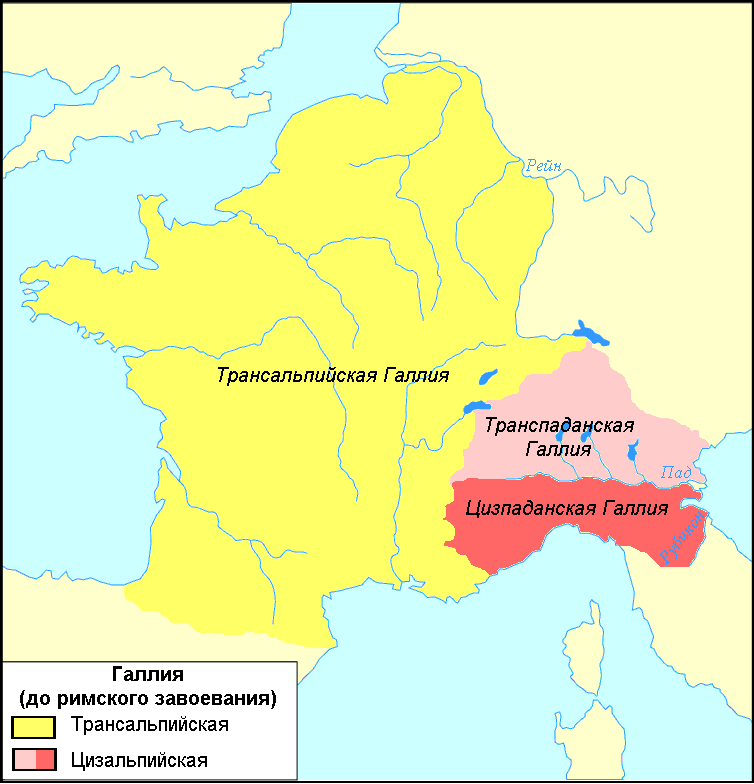
Галлия до римского завоевания

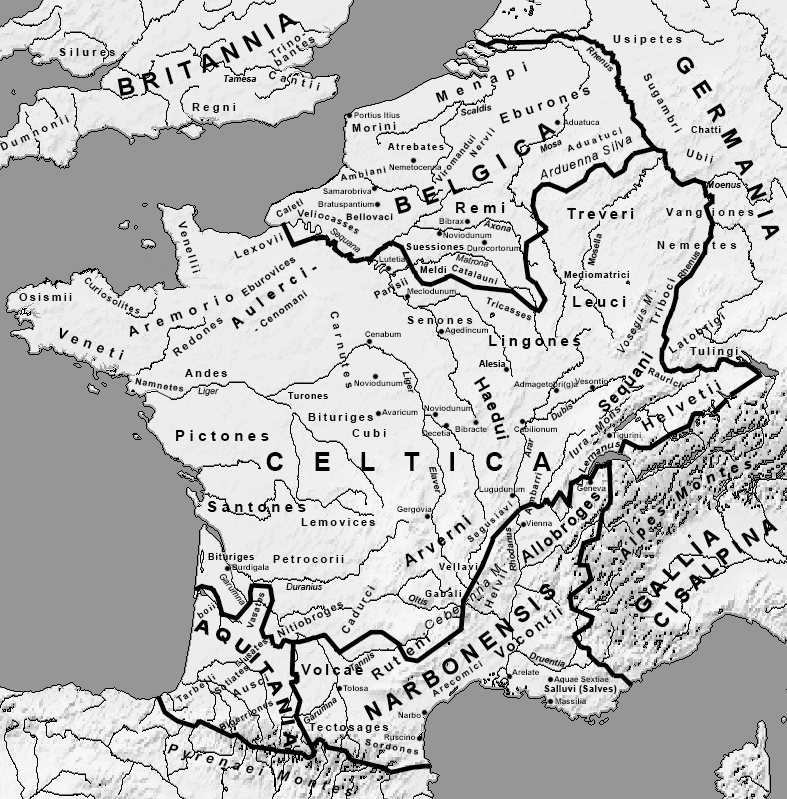
Деление Галлии на провинции

Гесаты (лат. Gaesatae или лат. Gaesati, греч. Γαισάται) — группа воинов-наёмников, которые жили в Трансальпийской Галлии недалеко от реки Роны и сражались вместе с бойями и инсумбрами (племенами Циспаданской и Цизальпийской Галлии соответственно) против Римской республики в битве при Теламоне в 225 г. до н.э.
По мнению некоторых ученых, гесатов можно отождествить с аллоброгами, которые впервые появились в том же регионе вследствие перехода Ганнибала через Альпы в 218 г. до н.э.

## Этимология
Галльское слово gaisatai буквально означает «(вооруженный) дротиками» или «копейщик» и происходит от кельтского слова *gaisos, что означает «копьё, дротик». Оно родственно древнеирландскому gaiscedach («вооруженный, воин, чемпион»), от gaised («оружие, вооружение»), произошедшего от gáe («копьё, дротик») . Основу gaisat- можно также найти в галльских именах собственных Gaesatus, Gesatus, Gesatius или Gesatia, а также в сложном слове Gesato-rix, означающем «король-копейщик» или «король-дротиконосец». Греческий историк Полибий интерпретировал наименование gaisatai как «наёмники».

## История
Согласно рассказу Полибия, после того как римляне начали колонизацию бывшей галльской территории Пиценум, в 238 году до н. э. вожди бойев Атис и Галатас пригласили трансальпийских галлов принять участие в совместном набеге на италийские земли. Они заплатили предводителям гесатов - Конколитану и Анероэсту - большие суммы денег за борьбу с римлянами. Галльские отряды захватили и разбили римскую армию на подходах к Риму, но когда консул Луций Эмилий Пап прибыл к месту битвы со своими войсками, галлы последовали совету Анероэста и отступили со своей добычей. Пап преследовал их, а другой консул, Гай Атилий Регул, отрезал им путь к отступлению у Теламона в Этрурии.
Полибий описывает, как гесаты сражались в первых рядах; в отличие от своих галльских союзников, сражавшихся в штанах и легких плащах, гесаты шли в бой обнажёнными, как из-за великой уверенности в себе, так и из-за нежелания цепляться одеждой за кустарник. Согласно Диодору Сицилийскому, нагота гесатов не была абсолютной: «Некоторые из них презирают смерть настолько, что устремляются навстречу опасностям обнаженными, в одном только поясе». По свидетельству Полибия, внешний вид целых рядов нагих воинов "блиставших цветущим здоровьем и высоким ростом", в золотых ожерельях-торквесах, золотых браслетах и поясах, действительно привёл римлян в смятение, но в то же время сподвиг их вдвое активнее сражаться, чтобы заполучить такую лёгкую добычу; маленькие щиты гесатов плохо защищали своих владельцев от римских копий, и гесаты были отброшены, а их союзники перебиты. Конколитан был взят в плен. Анероэст сбежал с несколькими последователями и покончил с собой . В 222 г. до н. э. галльские войска снова наняли гесатов, но они были разбиты римской кавалерией при Кластидии (ныне Кастеджо) на территории инсубров. Согласно плутарховскому «Сравнительному жизнеописанию Марцелла», во время перехода через Альпы ряды гесатов насчитывали 30 000 человек, из которых при Кластидии сражались 10 000.
Гесатов сравнивали с мифической средневековой ирландской фианной, которая представляла собой небольшие военные отряды безземельных молодых людей, действовавших независимо от какого-либо королевства.